# شوكولاتة دبي
شوكولاتة دبي هو نوع من أنواع ألواح الشوكولاتة، تحتوي حشوته على قطايف وفستق. تم تحضيره لأول مرة على يد شركة - Fix Dessert Chocolatier في مدينة دبي عام 2021، تحت الاسم التجاري Can't Get Knafeh of It. أصبح هذا المنتج شعبيا في عام 2024 بعد الترويج له من قبل المؤثرين الشعبيين عبر وسائل التواصل الاجتماعي.

## الوصف
تصنع شوكولاتة دبي من شوكولاتة الحليب وتحشى بكريمة حلوة المذاق مصنوعة من الفستق الحلبي المجروش المخلوط مع القطايف المفرومة فرما ناعماً. تصنع وتنتج شوكولاتة دبي على شكل لوح شوكولاتة مسطح يزن حوالي 100 غرام.

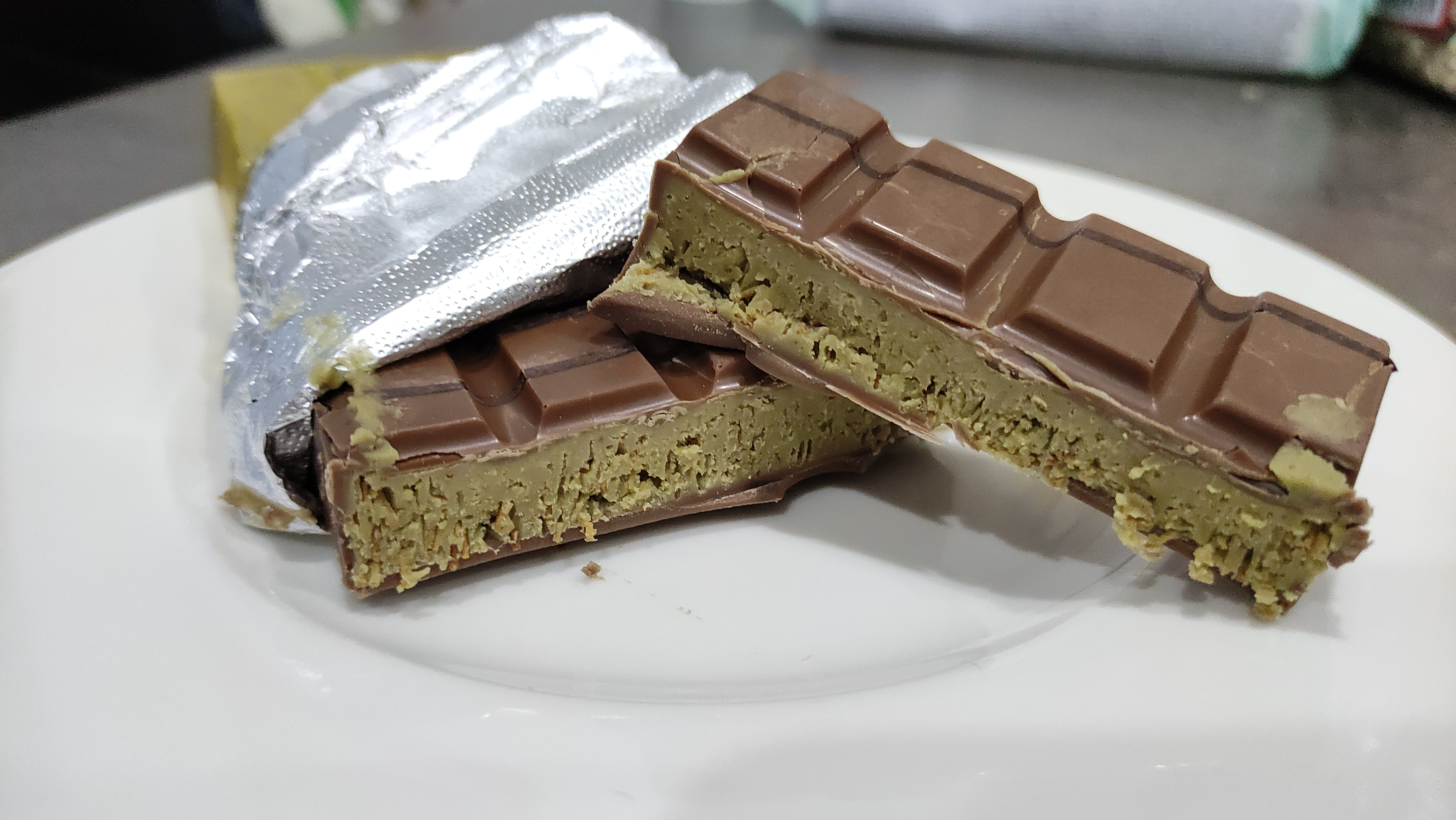
شوكولاتة دبي

## روابط خارجية
- الموقع الإلكتروني لـFix Dessert Chocolatier[وصلة مكسورة]